# Genovevo de la O
El general Genovevo de la O (Santa María Ahuacatitlán, estat de Morelos, el 3 de gener del 1876 - Santa María Ahuacatitlán, el 12 de juny del 1952) fou una figura prominent de la Revolució mexicana, que va dedicar la seua vida a la lluita armada i la política a fi d'aconseguir una reforma agrària que afavorís els peons i camperols, i no sols els grans hisendats.

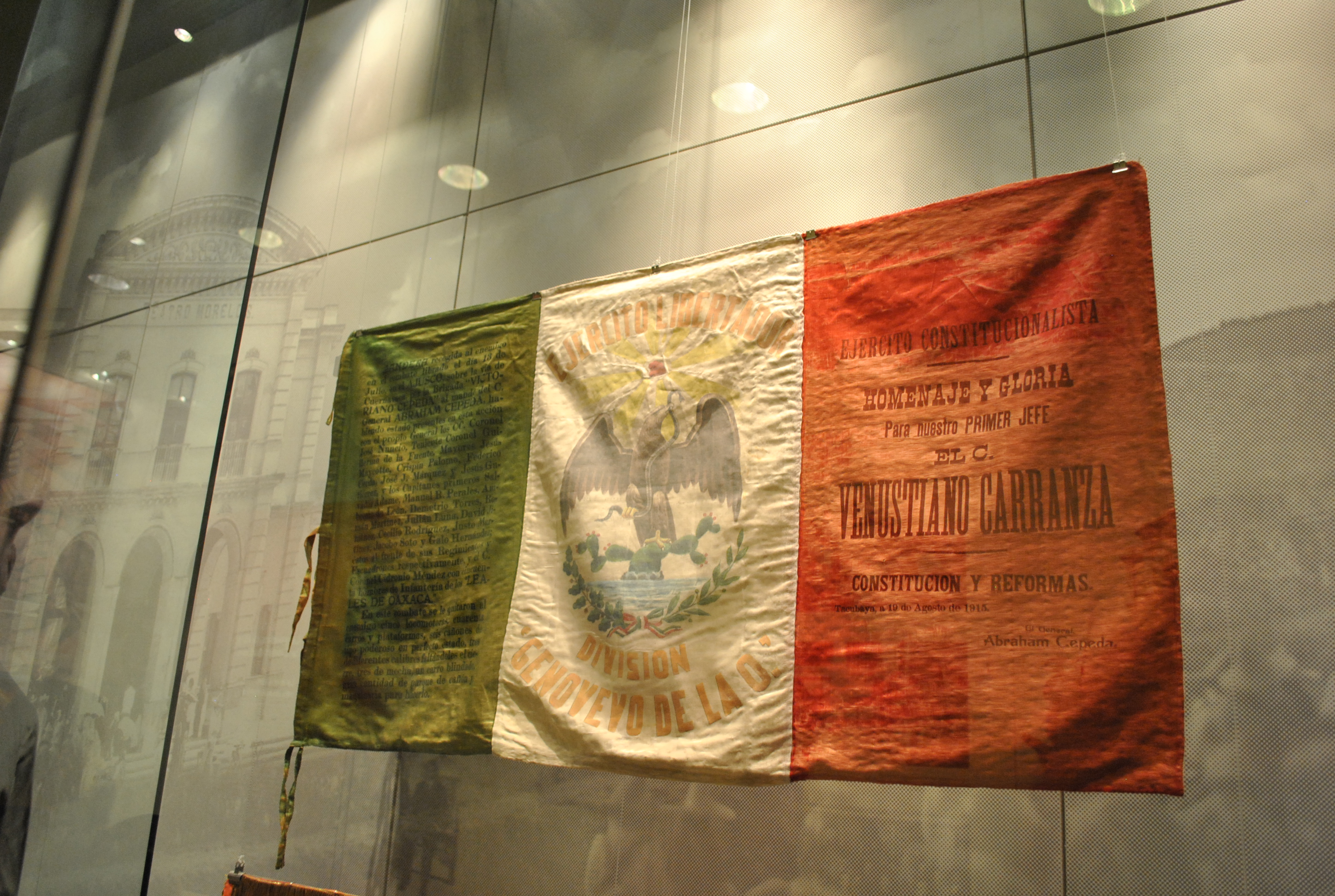
Bandera de la Divisió "Genovevo de la O" de l'Exèrcit Constitucionalista

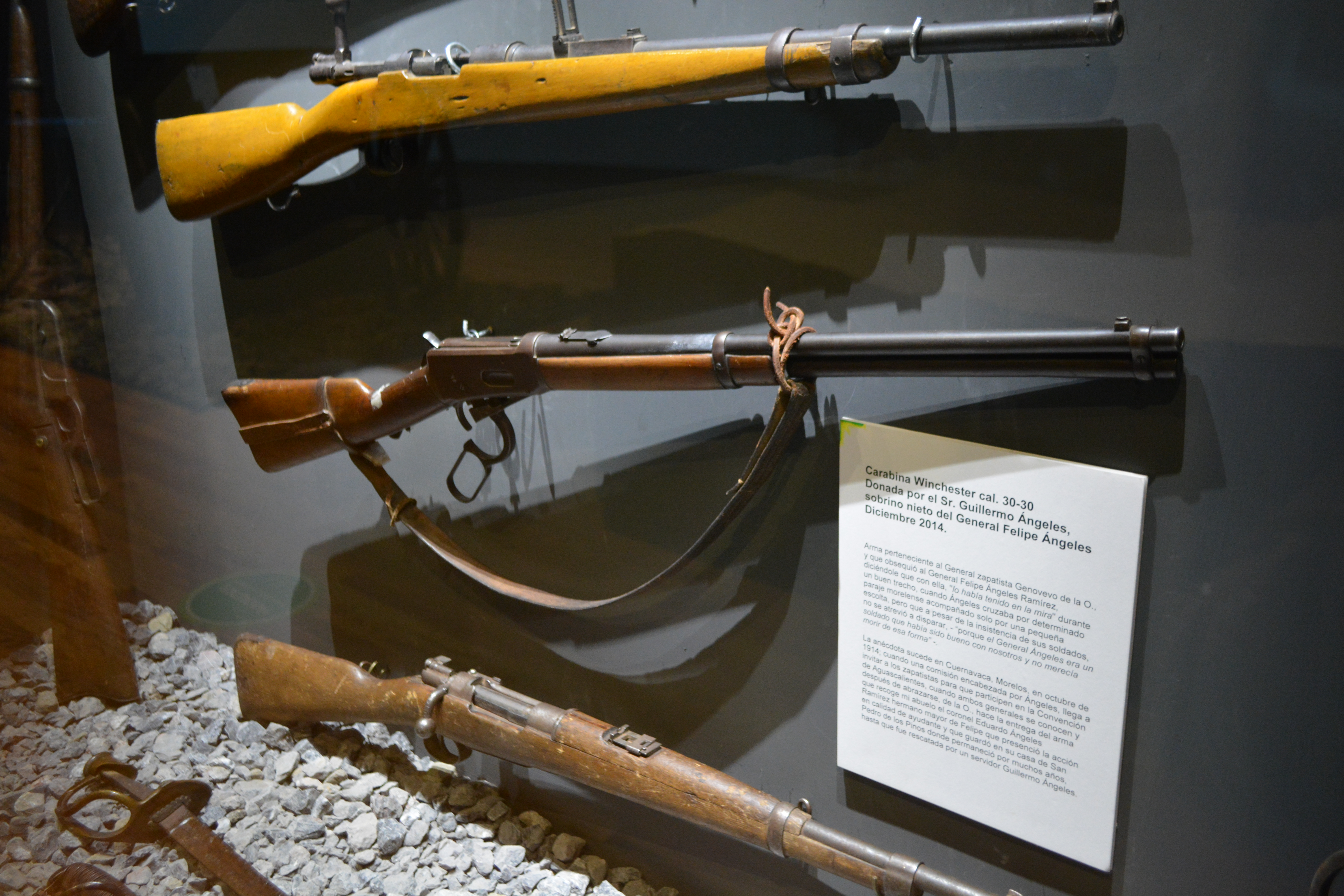
Carrabina Winchester que va pertànyer al general Genovevo de la O i que, posteriorment, va regalar al general Felipe Ángeles

Havent nascut en el si d'una família d'origen camperol, des de petit li va tocar ser testimoni de les humiliacions i robatoris de terres comunals, les quals eren arrabassades per part de la hisenda Temixco i els seus poderosos propietaris. Igualment, va poder veure com els pagesos es van organitzar per emprendre un juí i reclamar llurs terres, les quals foren guanyades pels hisendats per ordre del Tribunal de la Santa Inquisició, que fou la instància consultada. El 1910 es va aixecar contra el règim de Porfirio Díaz, i al febrer del 1911 es va unir a Emiliano Zapata, del qual va ser lloctinent. Després del Pla d'Ayala (novembre), va atacar la ciutat de Cuernavaca, a l'estat de Morelos (febrer del 1912). Al desembre del 1914, fou escollit governador de Morelos pels zapatistes i, fins al 1916, va contindre els atacs de l'exèrcit constitucionalista contra l'Exèrcit Alliberador del Sud. Després de l'assassinat de Zapata (abril del 1919), es va declarar continuador de la revolució. Després va donar suport a Álvaro Obregón i va entrar custodiant-lo a la ciutat de Mèxic (maig del 1920). Les forces zapatistes es van integrar en l'Exèrcit Nacional i De la O va ser nomenat comandant militar de Morelos. El 1945, va participar en la fundació de la Federació de Partits del Poble de Mèxic. Finalment, el 12 de juny del 1952 va morir a Santa María Ahuacatitlán i el seu cos va ser vetllat al Saló de Plens de la Cambra de Diputats de Mèxic abans de ser portat al cementiri del poble on va néixer. Va exercir una gran influència política fins a la seua mort.